# おしゃれ大作戦
『おしゃれ大作戦』（おしゃれだいさくせん）は、1976年1月17日に公開された日本映画。製作は東宝映画。配給は東宝。カラー、シネマスコープ。

## 概要
『仮名手本忠臣蔵』をモチーフにし、ドレスメーキング学校を舞台にしたコメディ。他の『忠臣蔵』パロディ映画（『サラリーマン忠臣蔵』正続など）とは異なり、メンバー全員が女性で構成されている。
東宝を離れ、すでにフリーになっていた古澤憲吾の最後の映画作品で、出世作『ニッポン無責任時代』の安達英三朗と松木ひろしがスタッフに加わっている。

## スタッフ
- 製作：安達英三朗、森岡道夫
- 脚本：松木ひろし
- 音楽：広瀬健次郎
- 撮影：鷲尾馨
- 美術：本多好文
- 録音：田中信行
- 照明：小島正七
- 編集：黒岩義民
- 助監督：西川常三郎
- 監督：古澤憲吾

## キャスト
- 大石由里子：由美かおる
- 浅野多恵子：磯野洋子
- 堀部安子：沢田雅美
- 萱野三子：牧れい
- 間新子：岡崎友紀
- 富森助子：ホーン・ユキ
- 武林唯子：関根世津子
- 神崎よも子：杉本美樹
- 寺沢吉子：芳賀まり子
- 不破数子：長谷直美
- 小野寺幸江：本田みちこ
- 赤垣げん子：児島美ゆき
- 吉良豪蔵：藤村有弘
- 吉良文江：京唄子
- 吉良昭一：岡本信人
- 柳沢吉宗：田崎潤
- 大野九郎：東八郎
- 清水一学：伊藤一葉
- 堀田リカ：岸ユキ
- 伊達稔：志垣太郎
- 浅野卓郎：浜田光夫
- マダム銀子：真山知子
- 芸者夢香：鹿島鈴乃
- 宮本和美：北島マヤ
- 暴力団員：立原博
- 講師：守田比呂也
- 中年男：大泉滉
- トラックの運転手：山谷初男
- TVショーの歌手：水前寺清子
- シルバーの歌手：八代亜紀
- バーの客：小島三児

## 同時上映
『妻と女の間』
- 原作：瀬戸内晴美／脚本：八住利雄／監督：市川崑、豊田四郎／主演：三田佳子／東宝映画作品